# Anton Doboș
Anton Dobos est un footballeur roumain né le 13 octobre 1965 à Sărmașu.

## Carrière
- 1985-1986 : FCM Progresul Brăila ( Roumanie)
- 1986-1987 : Sticla Arieșul Turda ( Roumanie)
- 1987-1989 : Universitatea Cluj ( Roumanie)
- 1989-1991 : Dinamo Bucarest ( Roumanie)
- 1991-1996 : Steaua Bucarest ( Roumanie)
- 1996-1998 : AEK Athènes ( Grèce)
- 1999-2000 : Ethnikos Piraeus ( Grèce)

## Palmarès

### En équipe nationale
- 23 sélections et 1 but avec l'équipe de Roumanie entre 1993 et 1998.

### En clubs
Avec le Dinamo Bucarest
- Vainqueur du Championnat de Roumanie: 1990
- Vainqueur de la Coupe de Roumanie: 1990

Avec le Steaua Bucarest
- Vainqueur du Championnat de Roumanie:  1993, 1994, 1995 et 1996
- Vainqueur de la Coupe de Roumanie: 1992 et 1996
- Vainqueur de la Supercoupe de Roumanie: 1994 et 1995

Avec le AEK Athènes
- Vainqueur de la Coupe de Grèce: 1997
- Vainqueur de la Supercoupe de Grèce: 1996
- Vice-Champion de Grèce: 1997